# Rijksweg 77

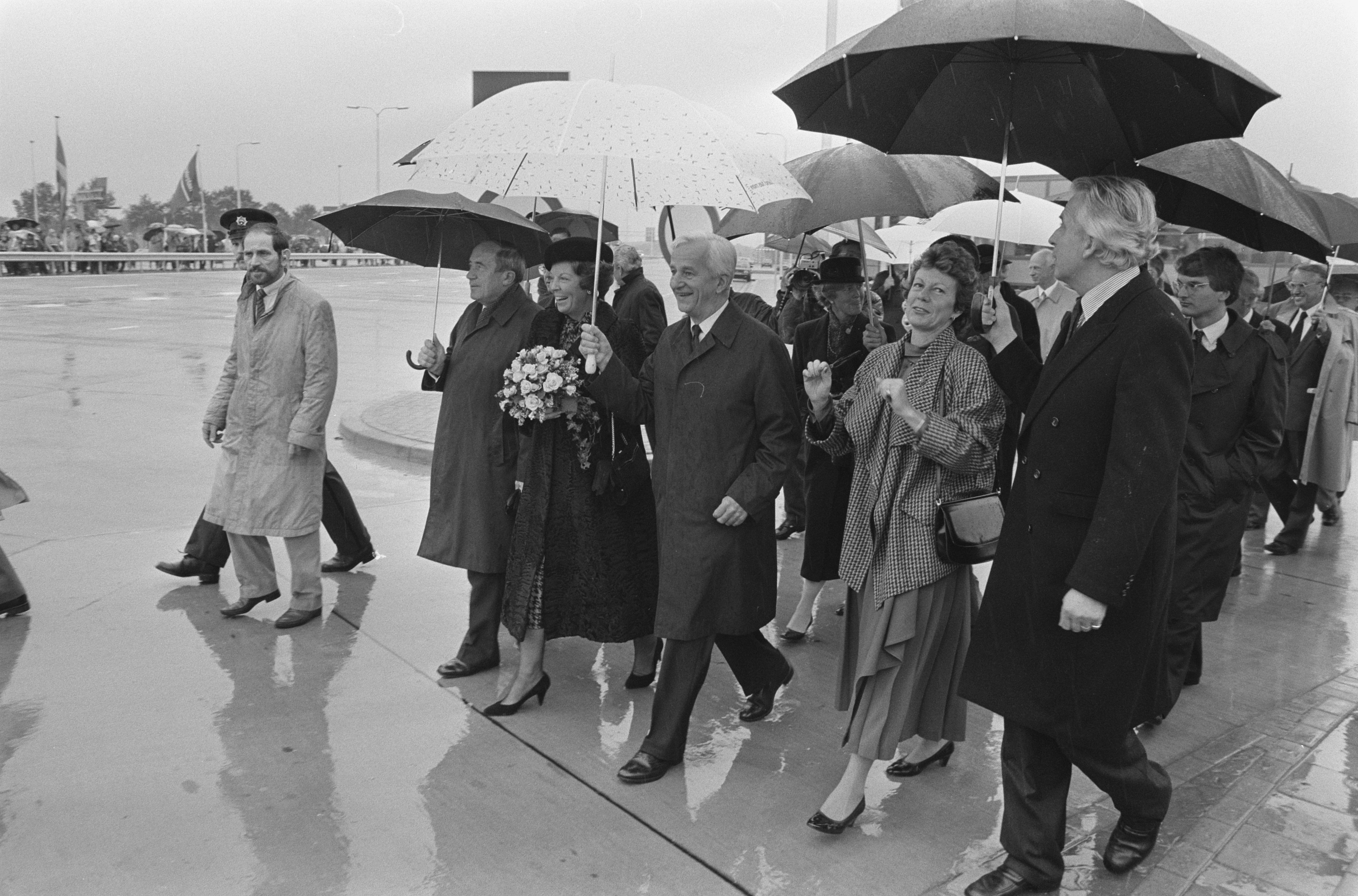
De officiële ingebruikstelling van de autowegen A73 (tot Boxmeer) en A77 door Koningin Beatrix, Bondspresident Von Weizsäcker, minister van Verkeer & Waterstaat Smit-Kroes en de Minister für Bundesangelegenheiten des Landes Nordrhein-Westfalen Einert op 22 oktober 1986.

Rijksweg 77 loopt van knooppunt Rijkevoort (A73/A77) naar Duitsland. Bij de grensovergang tussen Gennep en Goch gaat de weg over in de Duitse A57 naar Keulen en het Ruhrgebied. De Europese weg E31 loopt over de gehele lengte van de weg mee. Er zijn (weinig concrete) ideeën om de weg in westelijke richting door te trekken naar de A50. De weg werd in 1986 geopend.

## Aantal rijstroken
| Traject                                    | Aantal rijstroken | Maximumsnelheid |
| ------------------------------------------ | ----------------- | --------------- |
| Knooppunt Rijkevoort - Duitse grens BAB 57 | 2×2               | 130 km/h*       |
| * maximumsnelheid tussen 6-19h: 100 km/h   |                   |                 |